# Zsuzsa Ördög
Zsuzsa Ördög (Bucarest, 16 aprile 1940) è un'ex nuotatrice ungherese.
Specializzata nello stile libero, ha partecipato ai Giochi di Melbourne 1956, gareggiando nei 100m sl e nella Staffetta 4x100m sl.
Non è tornata in Ungheria dopo le Olimpiadi, stabilendosi negli Stati Uniti.